# متلازمة سرطانة الخلية القاعدية الوحمانية
متلازمة سرطانة الخلية القاعدية الوحمانية (بالإنجليزية: Nevoid basal-cell carcinoma syndrome)‏‏ (اختصارًا NBCCS) هي حالةٌ طبية وراثية تتضمن عيوبًا في عدة أجهزة من الجسم، وتتضمن الجلد والجهاز العصبي والعيون وجهاز الغدد الصماء والعظم.